# Spaans mos
Spaans mos (Tillandsia usneoides) is een overblijvende, kruidachtige, epifytische zaadplant uit de bromeliafamilie (Bromeliaceae), die plaatselijk vaak massaal aan boomtakken hangt.
De plant komt voor van het zuidoosten van de Verenigde Staten tot in Argentinië in tropische of subtropische gebieden met een hoge relatieve luchtvochtigheid.

## Beschrijving
De plant heeft zilverachtig gekleurde flexibele, rechte of gebogen, langwerpige blaadjes van 2-6 cm lang en 1 mm dik, die aan een lange draadvormige stengel zitten en aan zijtakken die vanuit de okselknoppen uitlopen. De plant kan een lengte van 2 meter of meer bereiken. Het Spaans mos is een epifyt, meestal zonder wortels, die via gespecialiseerde haren (trichomen) op de bladeren water en voedingsstoffen opneemt uit de lucht. Hierdoor is de plant gevoelig voor luchtvervuiling. De bloemen zijn zeer klein en groen, soms geel van kleur en onopvallend, maar verspreiden een sterke geur. Ze bloeien vooral in de winter en kunnen een vertrek een heerlijke geur geven. Spaans mos plant zich voornamelijk vegetatief voort door stukken plant die wegwaaien of door vogels worden meegenomen en aan een andere boom blijven hangen. Veel vogels gebruiken de plant als nestmateriaal.
Op vindplaatsen zijn bomen vaak groepsgewijs volgehangen met Spaans mos.
Spaans mos lijkt veel op baardmos (Usnea). De soortaanduiding usneoides  betekent op Usnea gelijkend. Baardmos is echter een korstmos en niet verwant.

## Gebruik
Spaans mos is onder meer in de handel als kamerplant. De plant 
wordt wel gebruikt als bodembedekker in bloempotten, maar kan op deze manier niet overleven. Levend Spaans mos is groengrijs of grijs van kleur, en kleurt duidelijk levend groen als het nat gemaakt wordt, dode planten zijn bruin gekleurd, ook als ze nat zijn.
Voorheen werd Spaans mos als verpakkingsmateriaal gebruikt en als vulmiddel voor banken en matrassen. Diit leverde vaak problemen op, omdat insecten zich graag in het materiaal nestelen. In Suriname wordt de plant, na rotting in water, gebruikt om het haar te wassen om dit mooi te doen glimmen.

## Volksgeloof
Volgens inheemse verhalen is Spaans mos het haar van een prinses, die door vijanden werd gedood op de dag van haar huwelijk. De rouwende bruidegom had het haar afgesneden en in een boom gehangen, waarna de wind het wegdroeg en verspreidde over het gehele land.

## Afbeeldingen

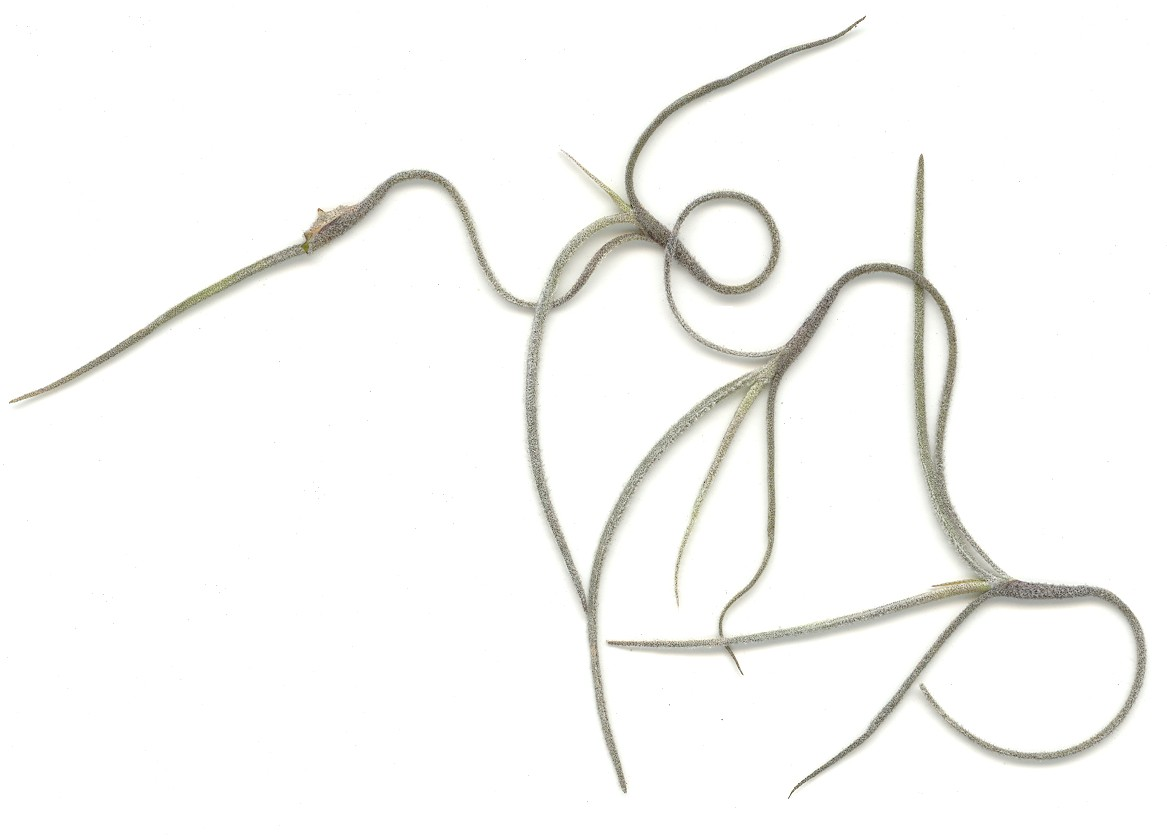
Close-up
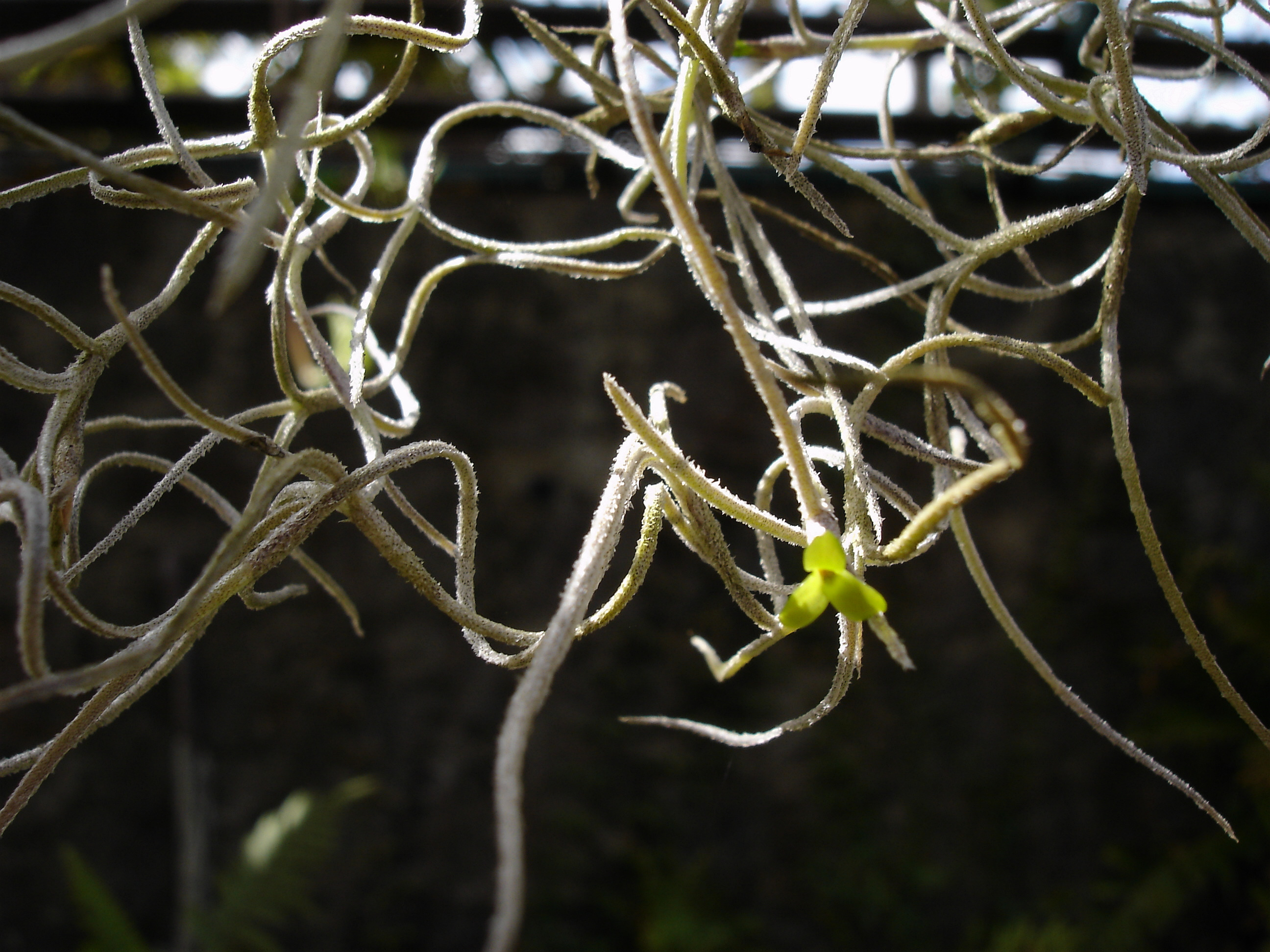
Close-up van bloeiwijze
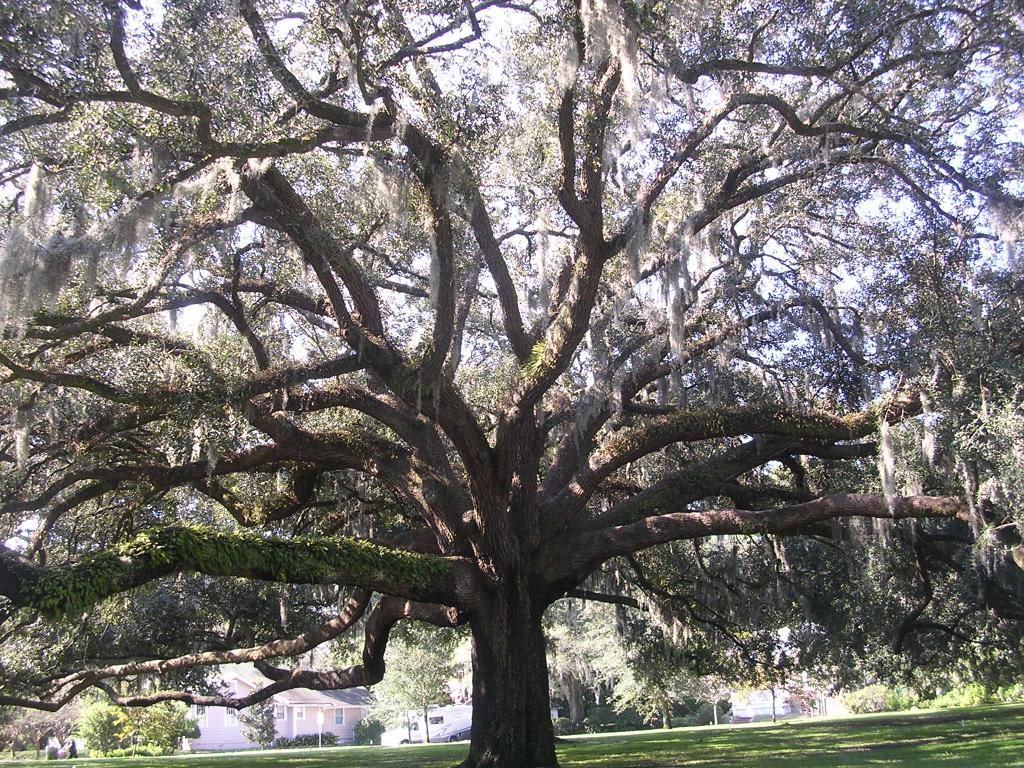
Eik met hangend Spaans mos
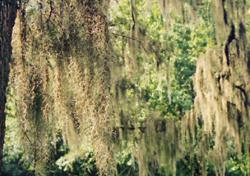
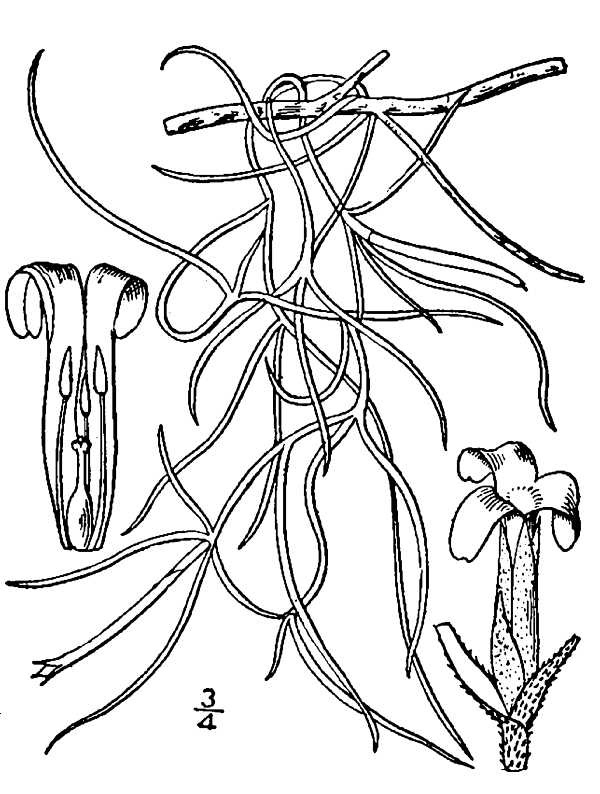
Illustratie: habitus en bloeiwijze.
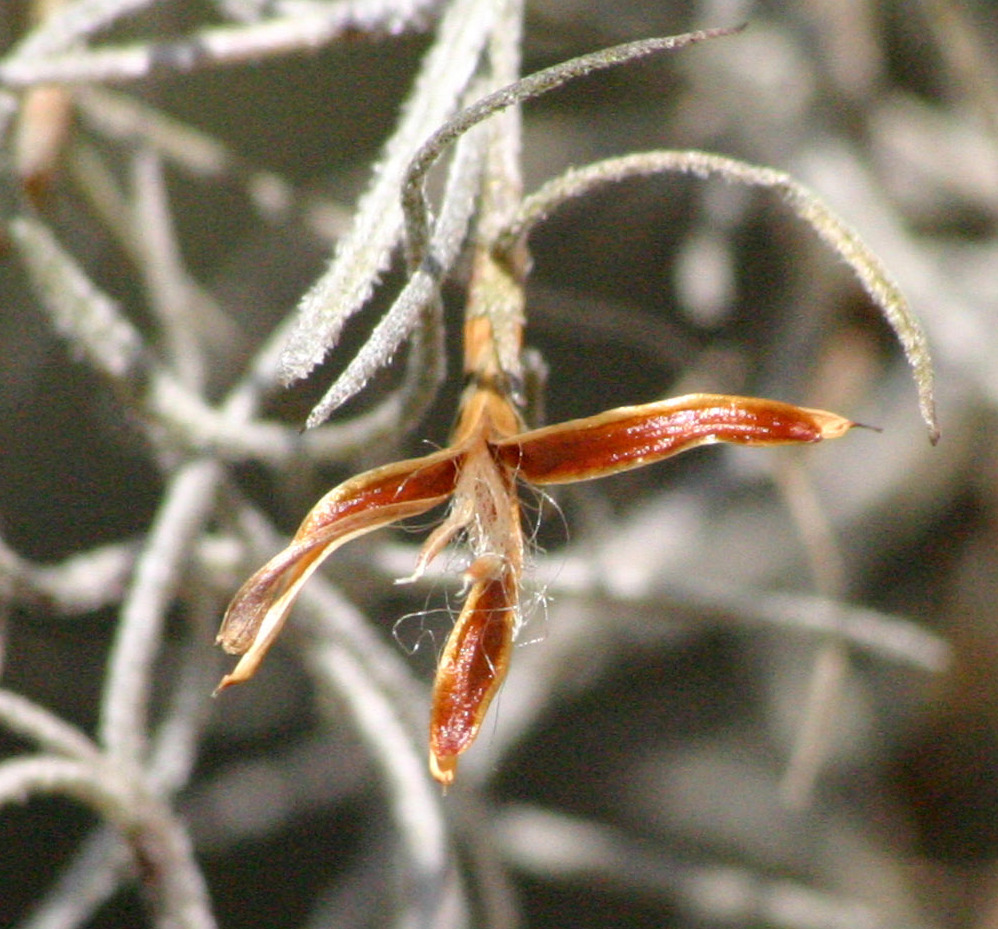
Plant met open zaadcapsule in de Santee Wildlife Refuge (South Carolina)
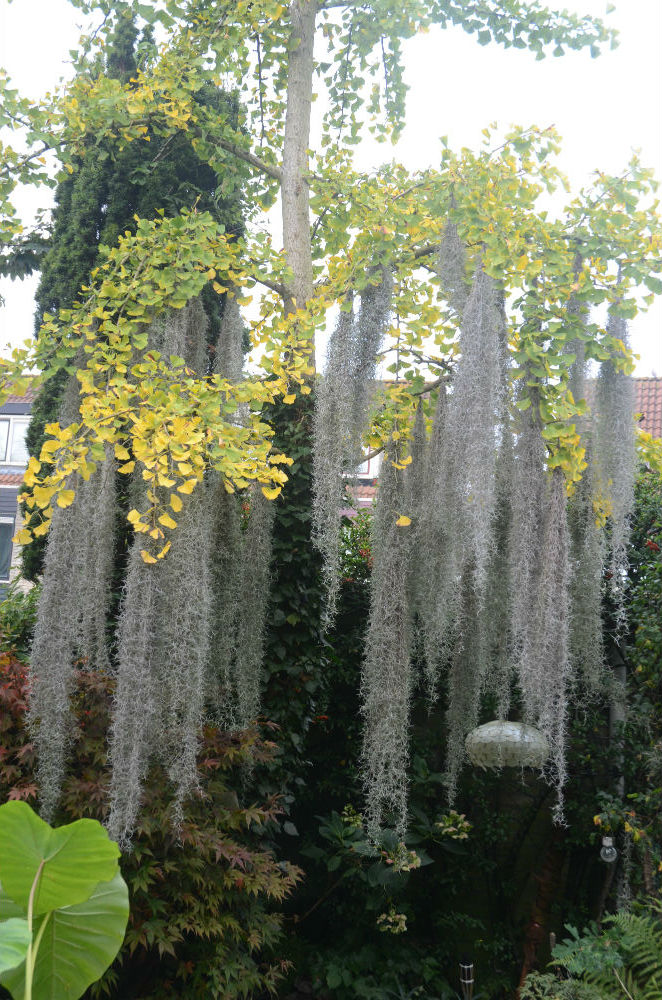
Plant in de tuin in Nederland